# Bernay
Bernay ist eine französische Stadt mit 9801 Einwohnern (Stand 1. Januar 2022) im Département Eure in der Region Normandie. Sie ist Verwaltungssitz des Arrondissements Bernay und gehört zum Kanton Bernay.

## Geografie
Bernay liegt an der Grenze zwischen dem Pays d’Ouche und dem Lieuvin, 27 Kilometer östlich von Lisieux, 53 Kilometer südwestlich von Rouen und 41 Kilometer westlich von Évreux. Die Flüsse Charentonne und Cosnier fließen durch die Stadt. Die Charentonne ist ein Nebenfluss der Risle und der Cosnier ein Nebenfluss der Charentonne.

## Geschichte
Die ersten Bewohner Bernays waren Lexovier, die den Lieuvin bis zur Charentonne besiedelt hatten.

### Ortsname
Albert Dauzat und Charles Rostaing interpretieren den ersten Bestandteil des Ortsnamens als den gallischen Personennamen Brennus. Möglich ist auch, dass es sich um einen keltischen Gattungsnamen handelt. François de Beaurepaire schlägt brin/bren (‚feuchter Ort‘) vor. Das zweite Element -ay ist laut Beaurepaire das gallo-römische Suffix -acu (‚Eigentum von‘), das sich aus dem keltischen -āko (‚Ort, Anlage von‘) entwickelt hat und in ähnlichen Ortsnamen wie Brunoy und Berny-Rivière auftaucht.

### Gallo-römische Zeit
Bernay war ein Vicus an der Römerstraße von Brionne (Breviodurum) nach Le Mans (Subdinum). Ein archäologischer Fund aus gallo-römischer Zeit (52 v. Chr. bis 486) war ein goldener Halbstater, der 1822 in der Augenhöhle eines Skeletts gefunden wurde. Es handelte sich um eine keltische Nachbildung eines Antoninians des Philippus Caesar (* 237; † 249). Diese Münze wurde im Jahr 1900 aus dem Museum in Rouen entwendet. Bei einem Mauerdurchbruch in der Abteikirche Notre-Dame de Bernay wurde ein Epitaph mit der Inschrift „D(iis) M(anibus) M(emoriæ)/ Audaci (hedera)/ Victorin(o)/ Mili(ti) Opt(imo)“ gefunden. Das heißt übersetzt: ‚Den Totengeistern geweiht, zum Gedenken an Audax Victorinus, den hervorragenden Soldaten.‘ Bei Restaurierungsarbeiten an der Abteikirche in den Jahren 1978 und 1979 wurden Tegulæ und bemalter Putz gefunden. Weiterer Funde waren eine Waage aus Bronze, die sich heute im Musée départemental des antiquités in Rouen befindet, und diverse Scherben von Terra Sigillata aus La Graufesenque, datiert auf die Jahre 20 bis 50, und aus Lezoux, auf 140 bis 190 datiert.

### Mittelalter

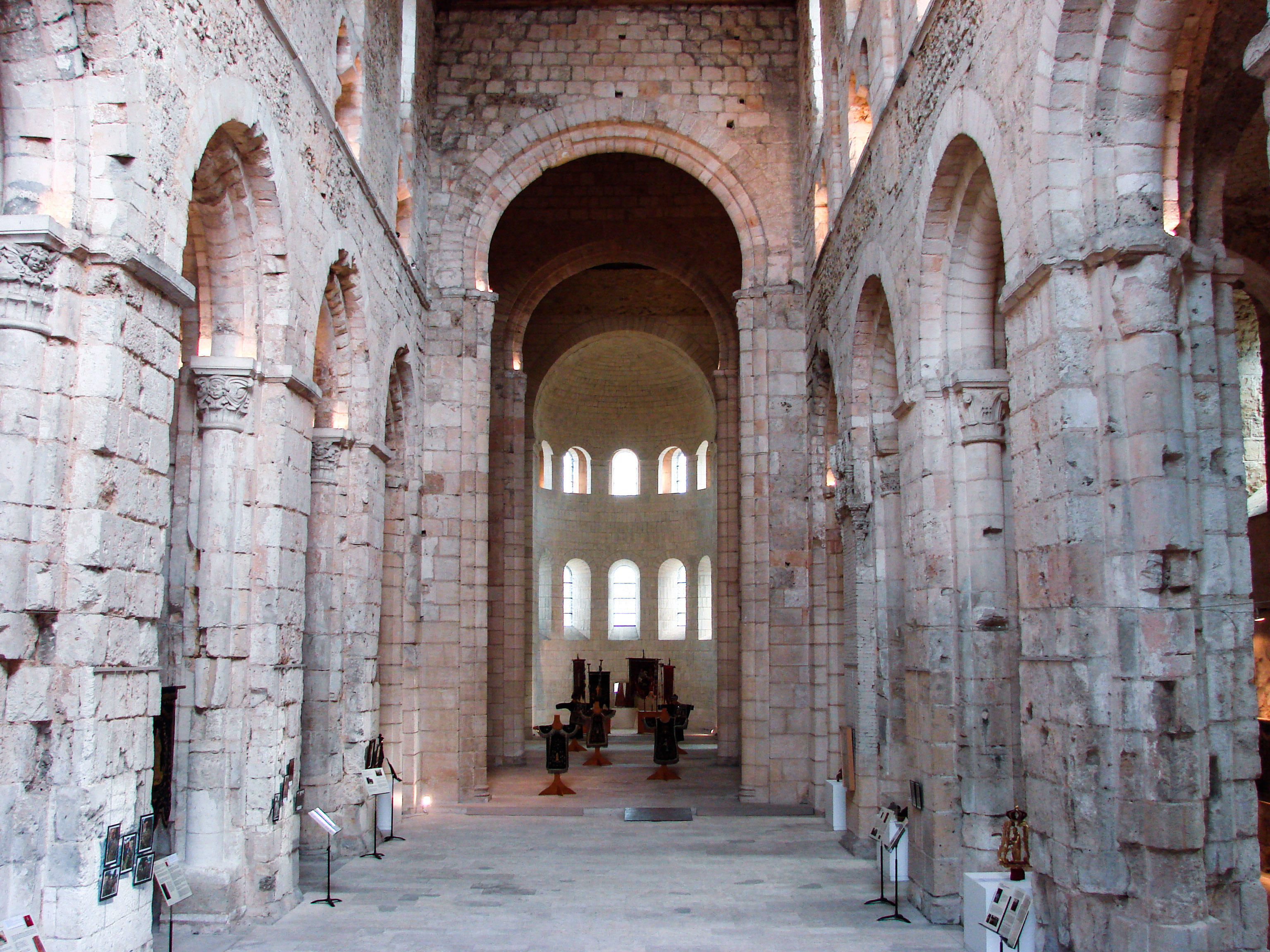
In der Abteikirche Notre-Dame

Zwischen 996 und 1008 gab Richard II., Herzog der Normandie, die Gegend um Bernay seiner Ehefrau Judith de Bretagne, die eine Benediktinerabtei gründete. Die Mönche legten die sumpfige Gegend trocken. Damals wurde Bernay als Brenaico erstmals urkundlich erwähnt.
Ludwig IX. gründete 1250 ein Hôtel-Dieu in Bernay. 1268 schenkte er Bernay seinem Sohn Pierre d’Alençon. Nach Pierres Tod 1284 schenkte Philipp der Schöne seinem Bruder Louis die Stadt.
Im Hundertjährigen Krieg wurde Bernay 1346 von Edward III. eingenommen. 1348 wurde die Stadt von der Pest heimgesucht, der eine Dürre folgte. 1357 nahm Karl der Schlechte Bernay nach langer Belagerung ein, die alte Kirche Sainte-Croix wurde dabei vollkommen zerstört. 1378 erhielt Karl V. Bernay von den Engländern zurück. 1417 fiel es wieder an die Engländer unter Thomas, dem Duke of Lancaster. Jean de la Haye und Jean VII. d’Harcourt besiegten die Engländer im August 1422 in der bataille de Bernay (‚Schlacht von Bernay‘), die im Südwesten der Stadt auf einer Ebene zwischen Saint-Mards-de-Fresne und Ferrières-Saint-Hilaire stattfand. Danach gelangten sie in die Stadt. Im Zuge der Schlacht wurden zahlreiche Gebäude zerstört, darunter mehrere Kirchen und das Herrenhaus in Grand-Camp. 1449 erhielt Karl VII. Bernay endgültig zurück.

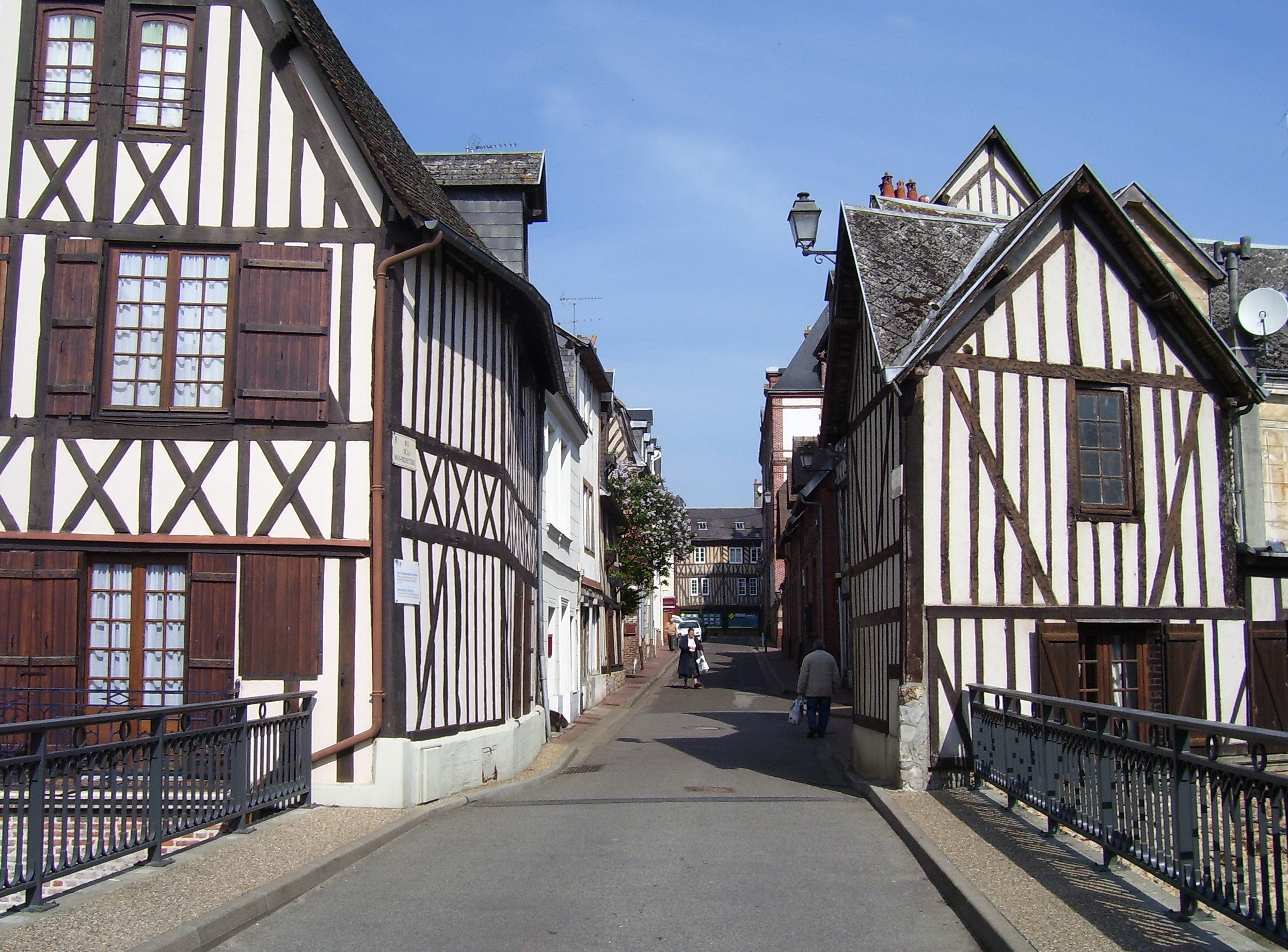
Das alte Stadttor Porte de Boucheville bestand bis ins 19. Jahrhundert

### Neuzeit
In den Hugenottenkriegen (1562–1598) stürmte Gaspard II. de Coligny, seigneur de Châtillon Bernay (1563). Die Stadt wurde geplündert und die Abtei in Brand gesteckt. Alle Kirchen außer Notre-Dame de la Couture wurden ebenfalls angezündet. 1588 fanden sich etwa 12.000 aufständische Bauern, die sich nach ihrem ursprünglichen Versammlungsort La Chapelle-Gauthier Gauthiers nannten, in Bernay ein und verschanzten sich dort. Daraufhin belagerte François de Bourbon, duc de Montpensier Bernay mit seinen Truppen, eroberte die Stadt und die Truppen plünderten und brandschatzten.
1596 und 1650 wurde Bernay erneut von der Pest heimgesucht.
Am 3. Februar 1790 wurde Robert Lindet zum Bürgermeister gewählt. Im weiteren Verlauf der Französischen Revolution (1789–1799) wurden zahlreiche Kunstschätze der Abtei Le Bec in die Kirche Sainte-Croix gebracht. Die Abtei in Bernay wurde geschlossen und als Rathaus genutzt, die Abteikirche als Kornspeicher.

#### Deutsch-Französischer Krieg

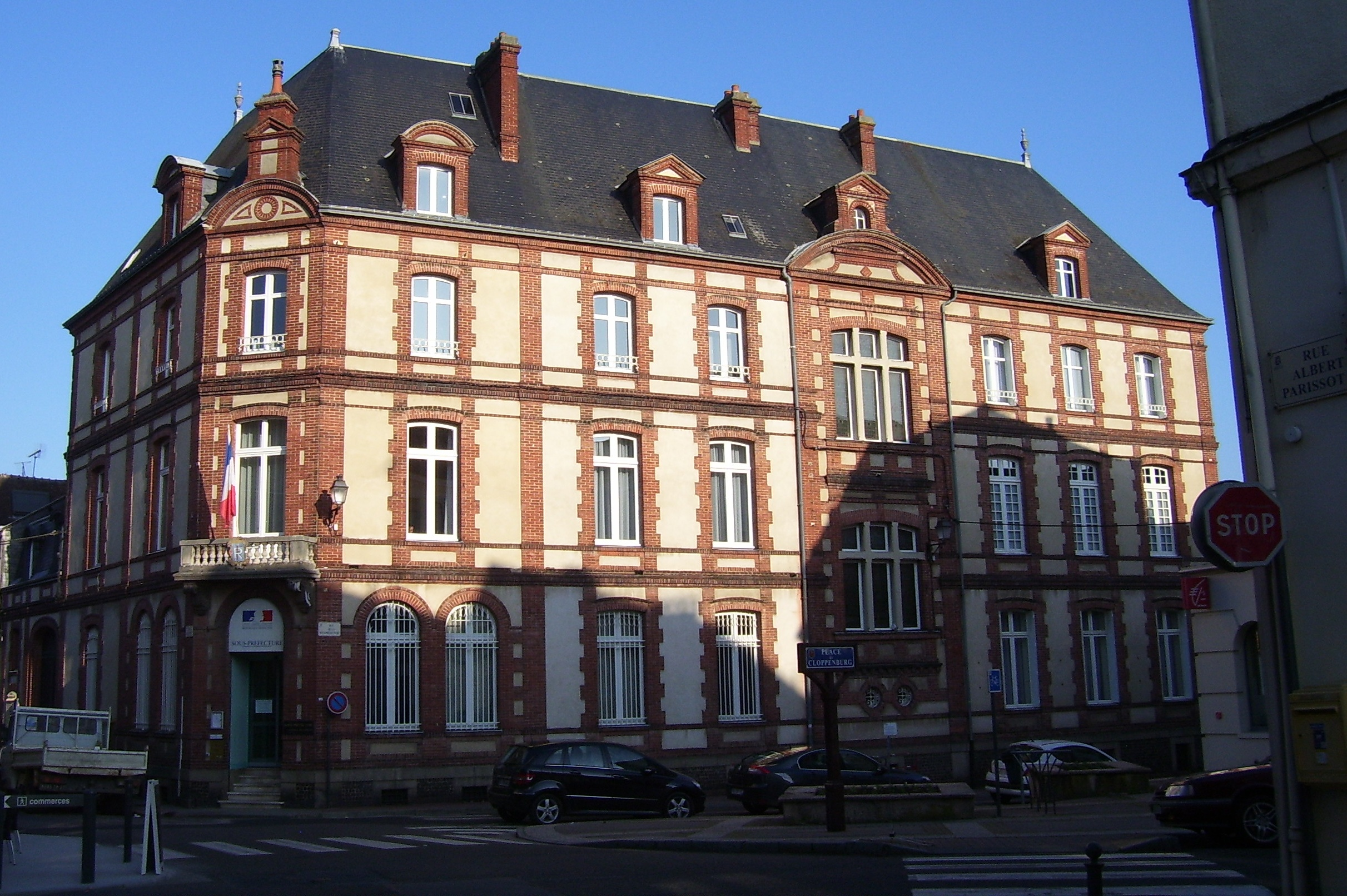
In den Wirren des Deutsch-Französischen Kriegs kam es zweimal zu einem Brand im Gebäude der Unterpräfektur.

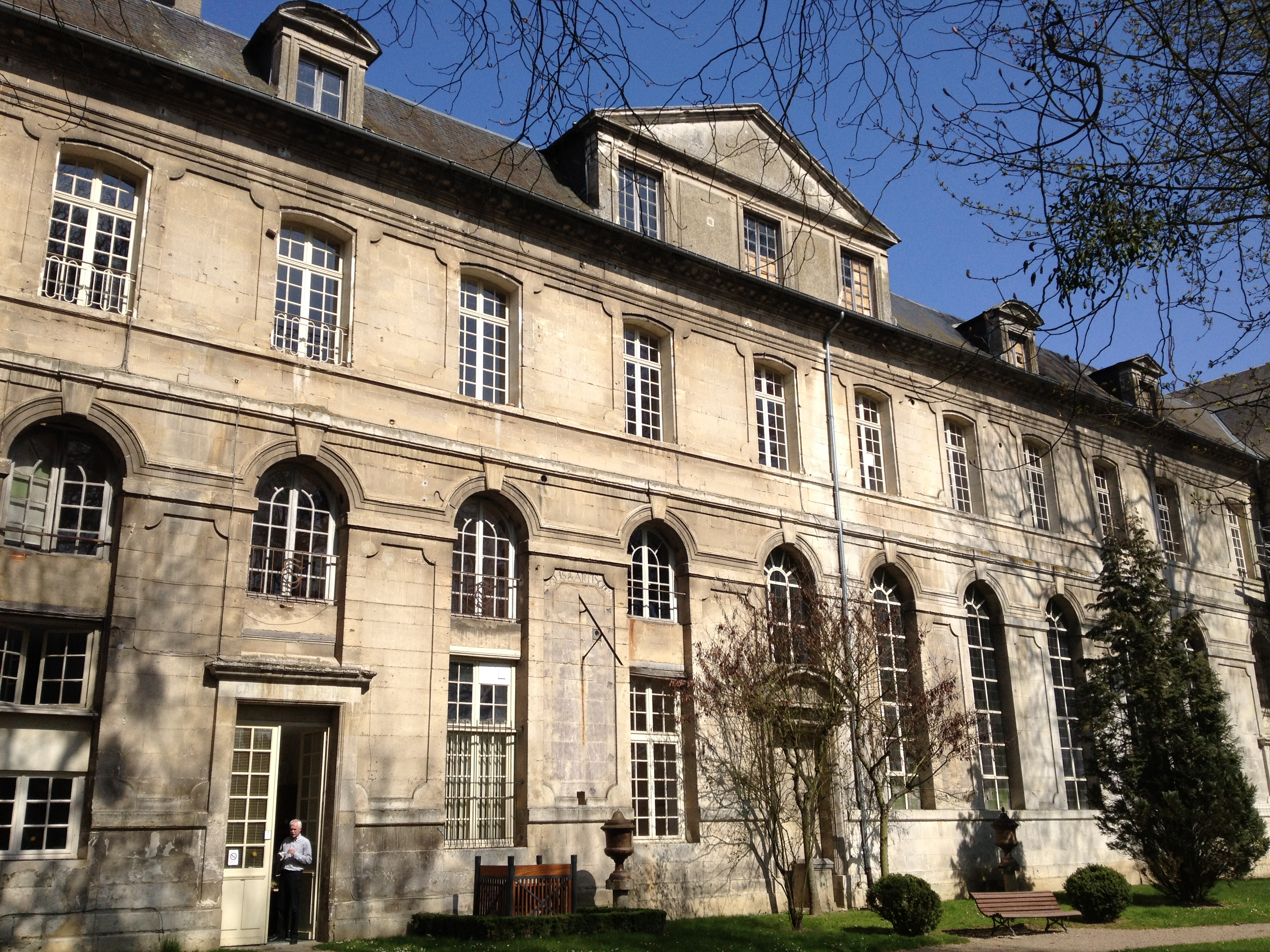
Rathaus (Hôtel de ville)

Da Bernay an der Eisenbahnlinie von Paris über Évreux in Richtung Ärmelkanal lag, war es im Deutsch-Französischen Krieg (1870–1871) wichtig für Truppen- und Munitionstransporte. Im nahen Broglie wohnte der Herzog Albert de Broglie, ein Orléanist, der während des Kriegs mit den Deutschen zusammenarbeitete. Die höheren französischen Militärs waren Adlige, einige von ihnen verließen zwar nicht die Armee, boykottierten aber den Krieg, indem sie Angriffsbefehle verweigerten und zur Kapitulation rieten.
Am 4. September 1870 erfuhr die Bevölkerung von Bernay, dass Kaiser Napoléon III. gefangen genommen worden war und dass die französische Armee bei Sedan kapituliert hatte. Reisende berichteten am Abend, dass die Republik in Paris ausgerufen wurde. In den folgenden Tagen wurde eine Abteilung der Garde nationale (französische republikanische Armee) in Bernay aufgestellt. Am 18. September brach die telegrafische Verbindung und der Zugverkehr mit Paris zusammen. Die Wahlen wurden ausgesetzt. Straßenschilder und Meilensteine wurden abgebaut oder eingegraben. Als die Nachricht von der Kapitulation von Metz am 30. Oktober offiziell bestätigt wurde, kam es zu einer Demonstration auf dem Platz vor dem Rathaus. Die Demonstranten forderten den Tod von François-Achille Bazaine. Ab dem 6. Dezember 1870 erschienen keine Zeitungen mehr, auch aus Brionne kamen keine Nachrichten mehr und die Eisenbahnverbindung nach Rouen war unterbrochen.
In den folgenden Tagen zogen sich die Deutschen vorerst bis Bourgtheroulde-Infreville und Le Neubourg zurück. Die Präfektur, die sich während der Belagerung von Évreux in Bernay befunden hatte, zog wieder nach Évreux um. Der Schienenverkehr wurde zumindest bis Brionne auf der einen und Beaumont-le-Roger auf der anderen Seite wiederhergestellt. Die Bäcker der Stadt stellten im Januar 1871 zum Dreikönigstag keine Galette des Rois her, sondern Brot für die Armen. Am 21. Januar 1871 marschierten die deutschen Truppen von Süden auf Bernay zu. Der Turm der Kirche Notre-Dame-de-la-Couture wurde von Granaten beschädigt. Am Morgen des folgenden Tages drangen die Deutschen unter dem Befehl von Friedrich Franz II. in die Stadt ein und überwältigten die letzten Verteidiger. Sie richteten ihre Kommandantur im Rathaus ein und erschossen die Gefangenen. Das Postgebäude wurde besetzt, die Versendung von Briefen unter Todesstrafe gestellt und der Telegraf zerstört. Die deutschen Soldaten wurden in den Häusern der Stadt untergebracht, verschlossene Häuser aufgebrochen. Schließlich verlangte der Großherzog zu Mecklenburg 100.000 Francs und zog am 25. Januar nach Erhalt des Geldes weiter nach Brionne. Ende Januar befanden sich noch 1340 deutsche Soldaten in der Stadt. Der am 28. Januar 1871 unterzeichnete Waffenstillstand wurde erst am 4. Februar öffentlich bekannt gemacht. Am 23. Februar wurde das Büro der Post wieder geöffnet. Am 6. März verließen die letzten Deutschen Bernay. Die französische Administration nahm wieder ihre Arbeit auf.

#### Zweiter Weltkrieg
Im Juni 1940 wurde Bernay von der Wehrmacht eingenommen und vier Jahre lang während des Zweiten Weltkriegs (1939–1944) besetzt. Am 7. Juni 1944 wurde die Gendarmerie von Bernay durch die alliierte Luftwaffe bombardiert. Am 26. Juli 1944 wurde Bernay zweimal bombardiert, dabei starben 29 Personen. Am 24. August 1944 wurde die Stadt durch die 4. Kanadische Panzerbrigade (4th Canadian Armoured Brigade) ohne Kampfhandlungen befreit. Die Wehrmacht hatte sich zurückgezogen.

#### Flugplatz Bernay-Valailles
Im Nordosten Bernays befand sich während des Zweiten Weltkrieges ein Feldflugplatz, nicht zu verwechseln mit dem heutigen Aérodrome de Bernay-Saint-Martin (ICAO: LFPD).
Ab Sommer 1940 wurde er von der Luftwaffe genutzt. Erster Nutzer war zwischen Anfang Juni und September 1940 die 4. Staffel der (Fern-)Aufklärungsgruppe 11 (4.(F)/11).
Während der Luftschlacht um England lagen hier ab Ende Oktober 1940 Jagdflugzeuge des Typs Bf 109E der III. Gruppe des Jagdgeschwader 2 (III./JG 2). Sie blieb hier bis in die zweite Hälfte des März 1941. Später lag hier nochmals die 3. Staffel des gleichen Geschwaders (3./JG 2) zwischen August und Oktober 1942. Letzter Nutzer waren schließlich die 1. und 3. Staffel des Jagdgeschwaders 27 (1. und 3./JG 27), ausgerüstet mit der Bf 109G, die hier zwischen Ende Januar und Mitte April 1943 stationiert war.
Als Airfield B.29 diente er nach Befreiung der Gegend in Folge der alliierten Invasion in der Normandie auch noch der britischen Royal Air Force.

### Eingemeindungen und Einwohnerentwicklung
| Jahr      | 1793  | 1821  | 1836  | 1886  | 1921  | 1962  | 1990   | 1999   | 2009   | 2016   |
| --------- | ----- | ----- | ----- | ----- | ----- | ----- | ------ | ------ | ------ | ------ |
| Einwohner | 5.705 | 6.332 | 7.244 | 8.310 | 7.440 | 9.349 | 10.582 | 11.024 | 10.285 | 10.392 |

Zwischen 1795 und 1800 wurden Bouffey und Carentonne eingemeindet.
Auch wenn die Einwohnerzahl 2006 auf 10.635 zurückgegangen ist, hat sie sich seit 1793 fast verdoppelt. Am meisten Einwohner hatte die Stadt 1999 (11.024) und am wenigsten Einwohner 1793 (5.705).

## Städtepartnerschaften
Seit 1989 besteht eine Städtepartnerschaft mit Cloppenburg in Niedersachsen. Außerdem besteht eine Städtepartnerschaft mit Haslemere in England.

## Kultur und Sehenswürdigkeiten

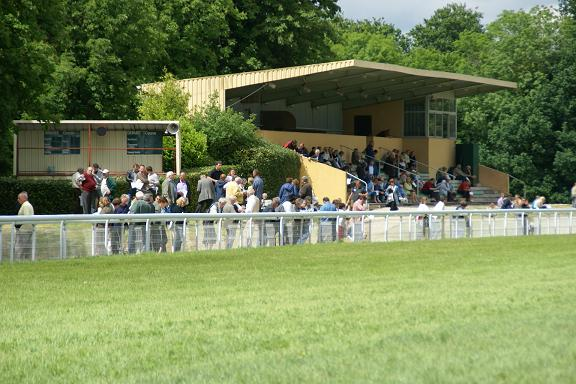
Tribüne des Hippodroms

Die römisch-katholische Gemeinschaft Communauté de Bernay gehört zur Pfarrei Notre Dame de Charentonne des Bistums Évreux. Es gibt außerdem ein evangelikales Zentrum.
Bernay ist mit drei Blumen im Conseil national des villes et villages fleuris (‚Nationalrat der beblümten Städte und Dörfer‘) vertreten. Die „Blumen“ werden im Zuge eines regionalen Wettbewerbs verliehen, wobei maximal drei Blumen erreicht werden können.
Die Allee auf dem Mont Milon an der nördlichen Seite der Innenstadt ist als site classée (Naturdenkmal) eingestuft.
Bernay verfügt über die Pferderennbahn Hippodrome Victor Labrun, auf der vor allem Trabrennen stattfinden.

### Bauwerke

#### Sakralbauten
Die alte Abtei Notre-Dame wurde 1013 von Judith de Bretagne, der Frau von Richard II. dem Herzog der Normandie gegründet. Judith wurde nach ihrem Tod in der Abtei beerdigt. Die romanische Abteikirche Notre-Dame de Bernay stammt aus Judiths Zeit. Die Abtei selbst wurde im 15. Jahrhundert umgebaut, in den Hugenottenkriegen angezündet und geplündert. 1628 übernahmen Mauriner die Abtei, die ab 1686 die Abtei wiederaufbauten. Heute befindet sich das Rathaus und das Gericht in der ehemaligen Klosteranlage. In den ehemaligen Wohnräumen der Abtei befindet sich das Kunstmuseum (Musée des beaux-arts) und im Glockenturm ist heute die Festhalle von Bernay.

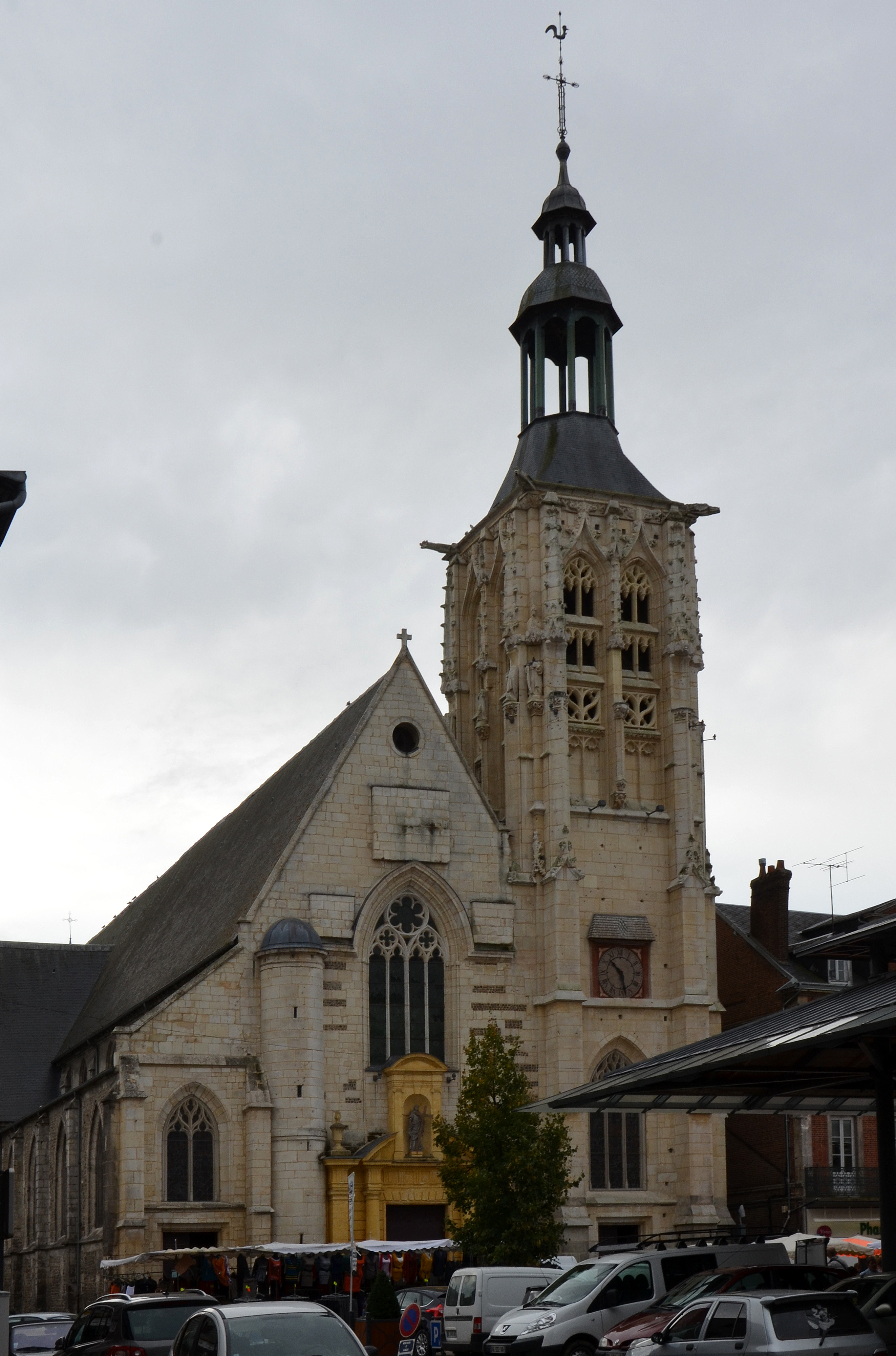
Die Kirche Sainte-Croix

Der Bau der gotischen Kirche Sainte-Croix begann 1372 Chor und Querschiff wurden bis zum Ende des 14. Jahrhunderts fertiggestellt. Das Längsschiff wurde in der ersten Hälfte des 15. Jahrhunderts fertiggestellt. Das Eingangsportal stammt aus der ersten Hälfte des 18. Jahrhunderts. Das verzierte Geländer vor der Orgel stammt aus dem 16. Jahrhundert. In der Kirche befinden sich außerdem drei Kredenzen aus Holz mit Marmorplatte aus dem 18. Jahrhundert, vier Gemälde aus dem 17. Jahrhundert, von denen eines Jacques Stella zugeschrieben wird und drei Gemälde aus dem 18. Jahrhundert, von denen jenes, das Franz von Assisi darstellt, die Jahreszahl 1757 trägt. Sechzehn steinerne Statuen aus dem 15. Jahrhundert, die die Apostel darstellen und aus der Abtei von Bec stammen, sowie die Grabplatten von Guillaume d’Auvillars († 1417) und Robert Vallée († 1430) und ein Kruzifix aus dem 17. Jahrhundert, das ebenfalls aus der Abtei von Bec stammt, werden in der Kirche aufbewahrt.

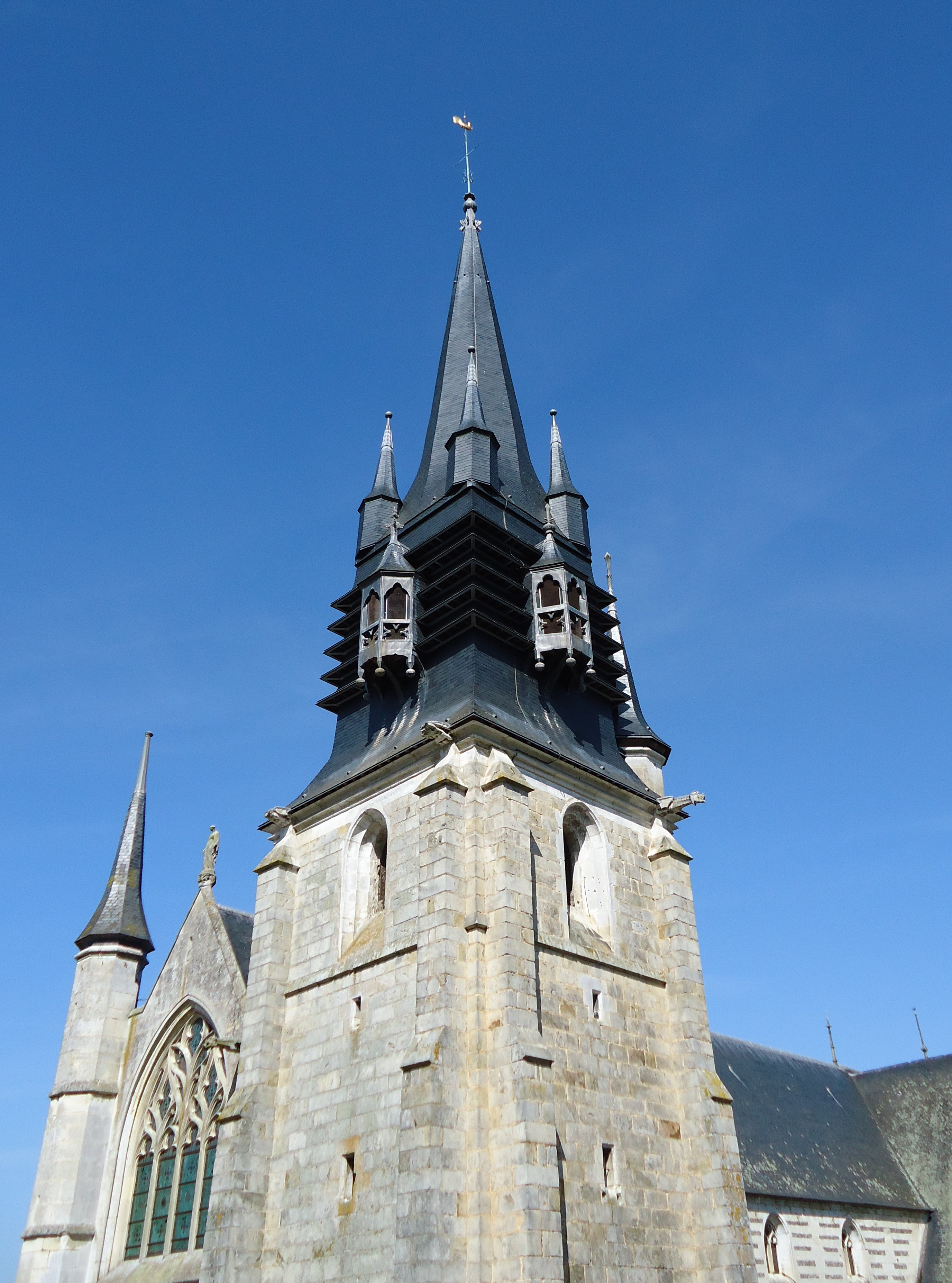
Glockenturm der Basilika Notre-Dame de la Couture

Die Basilika Notre-Dame de la Couture wurde von 1340 bis ungefähr 1400 an der Stelle einer Kapelle aus dem 11. Jahrhundert erbaut und im 16. Jahrhundert erweitert. Sie enthält Reste einer Krypta aus dem 11. Jahrhundert. In der Kirche befinden sich zwei denkmalgeschützte Glocken, eine wurde 1658 hergestellt und trägt eine Inschrift zu Ehren ihrer Stifter, sowie das Siegel des Glockengießers N. Buret, die andere wurde um 1500 hergestellt und trägt eine Inschrift in gotischen Lettern, die besagt, dass sie und ihre „Schwestern“ von Cardin Buffet hergestellt worden seien.
An den ehemaligen Kirchen Saint-Jean (Ortsteil Bouffey) und Saint-Jean (Ortsteil Carentonne) finden sich Spuren einer Litre funéraire (‚Trauerband‘). In Saint-Jean befindet sich innen an der Nordwand des Kirchenschiffs das Wappen von Louis Nicolas Dauvet († 1771), Seigneur von Bouffey. Bei Saint-Martin befindet sich die Litre funéraire an der Außenmauer. An der Nordmauer befinden sich drei Wappen und vier an der Südmauer. Während der Französischen Revolution waren die Wappen mit gelblichem Putz und den Farben der Trikolore abgedeckt worden. Pierre-Victorien Lottin, auch Victor Lottin de Laval genannt (1810–1903), entfernte den Putz der Revolutionszeit später, die Litre wurde jedoch beschädigt. Die Wappen sind auf Quadraten von 50 bis 60 Zentimeter Kantenlänge gezeichnet.

#### Profanbauten

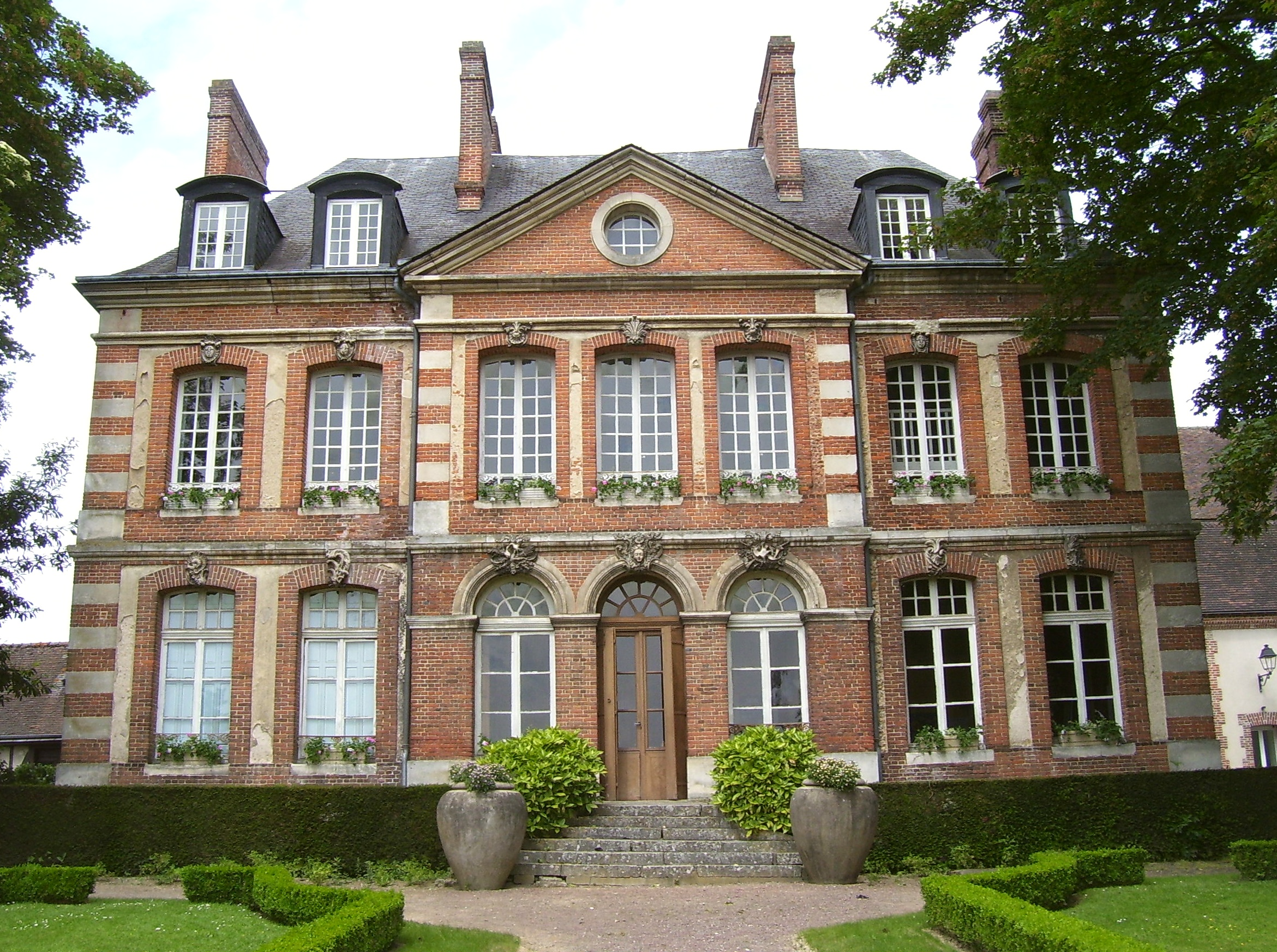
Hôtel de la Gabelle

Das Hôtel de la Gabelle (‚Salzsteuerbüro‘) wurde 1750 von J.-P. Bréant erbaut und von Ange-Jacques Gabriel entworfen. Es diente als Salzspeicher und als Büro der Salzsteuereintreiber.
Das alte Rathaus, Hôtel de Ville, ist ein Fachwerkhaus, das am Ende des 16. oder Anfang des 17. Jahrhunderts erbaut wurde.

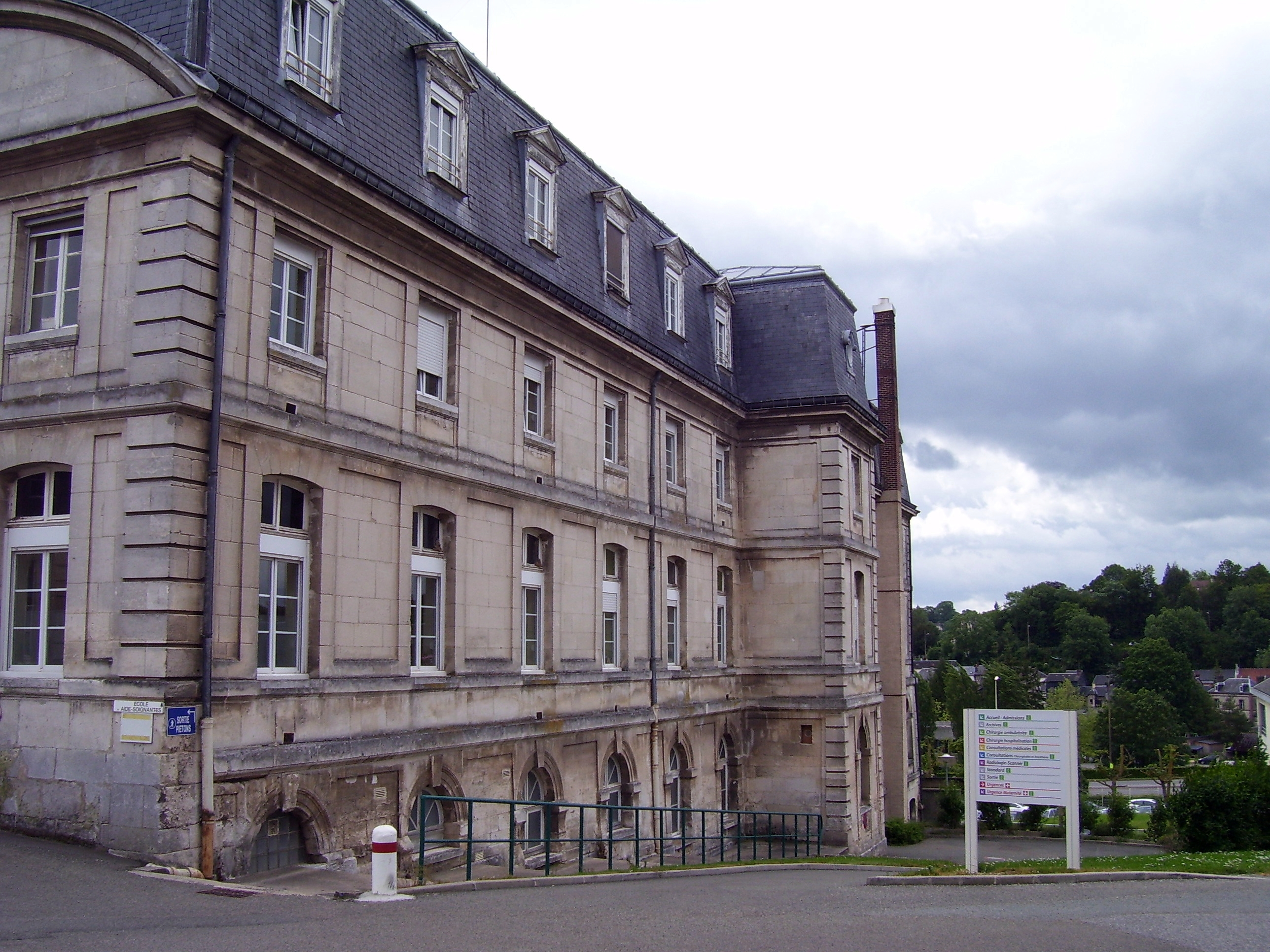
Das Gebäude der Krankenpflegeschule im Centre Hospitalier Bernay

Im Hospital Hôpital de Soeurs de Saint-Vincent de Paul Notre-Dame-de-Pitié-et-de-Miséricorde, das von Anne de Ticheville 1697 gegründet wurde und 1706 in die heutigen Gebäude umzog, befinden sich zwei als Monument historique (‚historische Denkmale‘) klassifizierte silberne Teller aus dem 18. Jahrhundert, ein Porträt der Gründerin aus dem Jahr 1747 und ein Gemälde aus dem Jahr 1770 von Michel Hubert Descours. Das Krankenhaus heißt heute Centre Hospitalier Bernay. Es schenkte das Porträt seiner Gründerin 2005 dem Museum von Bernay.

## Wirtschaft und Infrastruktur
Auf dem Gemeindegebiet gelten kontrollierte Herkunftsbezeichnungen (AOC) für Pont-l’Évêque, Calvados und Pommeau (Pommeau de Normandie) sowie geschützte geographische Angaben (IGP) für Schweinefleisch (Porc de Normandie), Geflügel (Volailles de Normandie) und Cidre (Cidre de Normandie und Cidre normand).
Bernay ist mit zwei @s als Ville Internet (‚Internetstadt‘) eingestuft. Die „@s“ werden an Städte vergeben, die den Ausbau und die Nutzung des Internets fördern, wobei maximal fünf @s vergeben werden.
Am 1. Juli 1855 wurde der Bahnhof, an der Bahnstrecke Mantes-la-Jolie–Cherbourg, eingeweiht, heute ist er eine der Stationen der Bahnlinie Caen – Paris der SNCF.

## Persönlichkeiten

### Söhne und Töchter der Stadt

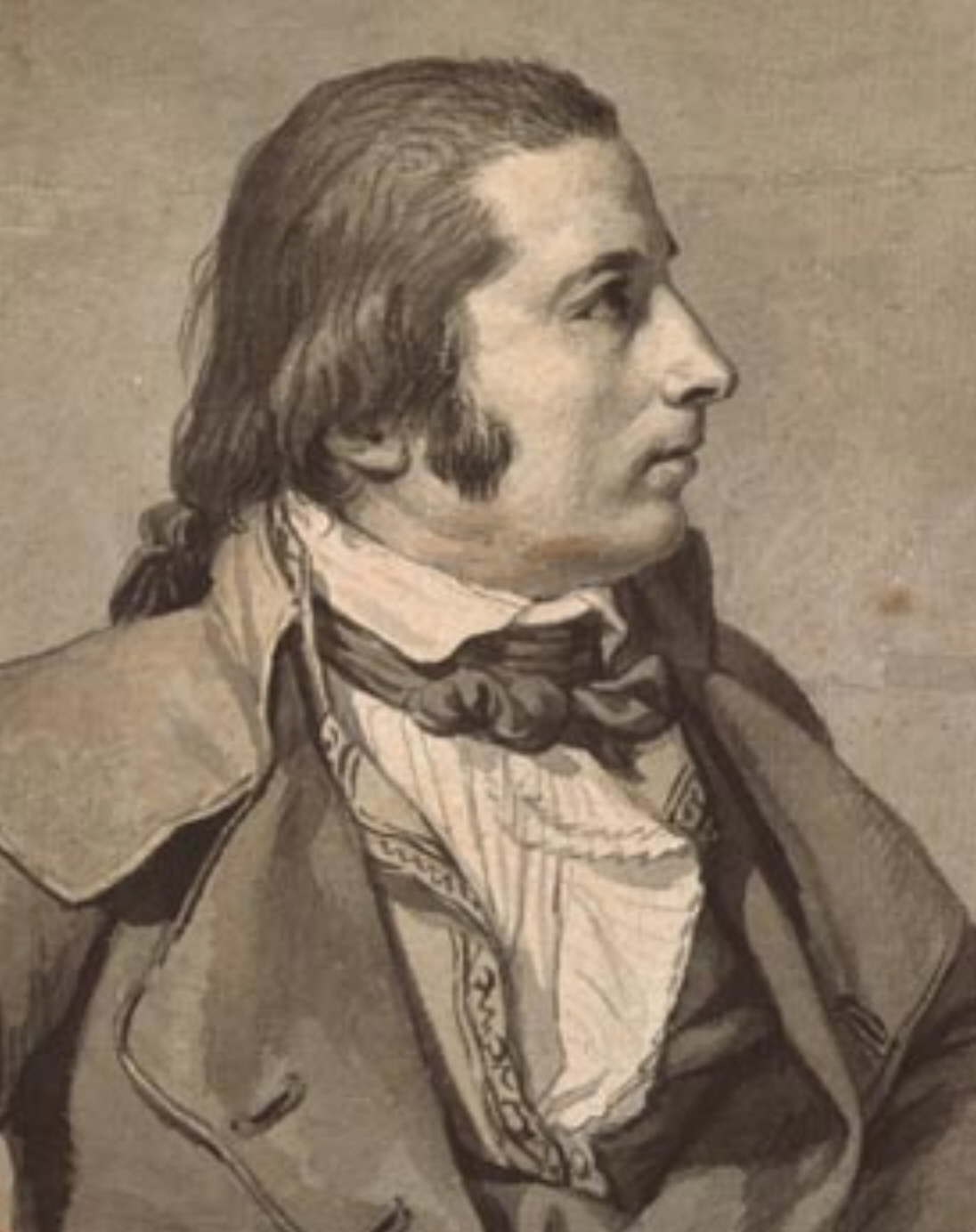
Robert Lindet

- Alexandre de Bernay (um 1150–um 1190), Dichter (Roman d’Alexandre)
- Guillaume de la Tremblaye (1644–1715), Architekt[34]
- Michel Hubert-Descours (1707–1775), Maler[35]
- Thomas Lindet (1743–1823), Politiker, Bruder von Robert Lindet
- Robert Lindet (1746–1825), Politiker
- Auguste Le Prévost (1787–1859), Archäologe und Historiker
- Adolphe-André Porée (1848–1939), Geistlicher, Archäologe und Historiker
- Émile Vaucanu (1864–1894), Kupferstecher und Zeichner
- Magdeleine Hue (1882–1944), Malerin
- Zakya Daoud (* 1937), Journalistin und Schriftstellerin
- Olivier Picard (1940–2023), Althistoriker, Numismatiker und Klassischer Archäologe
- Romuald Boco (* 1985), Fußballspieler

### Persönlichkeiten, die im Ort gewirkt haben
- Pierre-Victorien Lottin (1810–1903), Archäologe und Maler, der dem Museum seine Sammlung vermachte.
- Gaston Lenôtre (1920–2009), Pâtissier und Autor von Kochbüchern, wurde auf dem Friedhof der Kirche Notre-Dame-de-la-Couture in Bernay beigesetzt.
- Édith Piaf (1915–1963), Sängerin, lebte in ihrer Kindheit bei ihrer Großmutter in Bernay.